# Delias geraldina
Delias geraldina is een vlindersoort uit de familie van de Pieridae (witjes), onderfamilie Pierinae.
Delias geraldina werd in 1894 beschreven door Grose-Smith.